# Epilepsiehond
Een epilepsiehond is getraind om een epilepsie-patiënt hulp te verlenen bij een epileptische aanval. Er zijn ook honden die kunnen voelen dat zo'n aanval eraan zit te komen en die hebben geleerd de patiënt of iemand in de omgeving te waarschuwen.
Van de honden die bij een epilepsiepatiënt in huis wonen kan volgens Canadees onderzoek 15% zo'n aanval "zien" aankomen zonder daartoe te zijn getraind. In de praktijk blijkt dat het vooral vrouwelijke honden zijn van grote rassen, zoals herdershond en rottweiler. In deze groep kan ongeveer een derde van de honden zo'n aanval "zien" aankomen. Meestal is dat ongeveer 2,5 minuut tevoren, maar enkel honden zien het zelfs al één of twee uur tevoren aankomen. Naar het Engels heet dit een seizure alert hond. Zo'n hond wordt erop getraind om de patiënt te beschermen voor nog grotere ongelukken. Zo wordt de doorgang geblokkeerd als de patiënt naar een trap loopt of op straat wil oversteken.
Elke epilepsiehond is erop getraind om tijdens een epileptisch aanval hulp te verlenen. In de eerste plaats wordt de hond getraind om hulp in te roepen, meestal door een knop in te drukken die een alarm laat afgaan of waarmee automatisch een telefonische oproep wordt geactiveerd. Ook kan de hond de patiënt in een stabiele zijligging leggen. 
Ook in Nederland worden epilepsiehonden opgeleid. Epilepsiehonden worden niet vergoed door de zorgverzekeraars. De opleiding en begeleiding van deze honden zijn afhankelijk van giften en donaties.